# Qualificazioni al campionato europeo maschile di calcio 2016 - Gruppo C
Il Gruppo C è stato uno dei nove gironi per la determinazione delle squadre partecipanti alla fase finale del campionato europeo di calcio 2016. Il Gruppo C era composto da sei squadre: Bielorussia, Lussemburgo, Macedonia, Slovacchia, Spagna ed Ucraina, che si sono affrontate in un girone all'italiana con gare di andata e ritorno tra settembre 2014 ed ottobre 2015.
Tramite il Gruppo C si sono qualificate alla fase finale le nazionali della Spagna e della Slovacchia, rispettivamente prima e seconda classificata del girone. Come terza classificata, l'Ucraina si qualificò agli spareggi, in cui incontrò la Slovenia, risultando vincitrice.

## Classifica
| Squadra     | P.ti | G  | V | P | S | RF | RS | DR  |
| ----------- | ---- | -- | - | - | - | -- | -- | --- |
| Spagna      | 27   | 10 | 9 | 0 | 1 | 23 | 3  | +20 |
| Slovacchia  | 22   | 10 | 7 | 1 | 2 | 17 | 8  | +9  |
| Ucraina     | 19   | 10 | 6 | 1 | 3 | 14 | 4  | +10 |
| Bielorussia | 11   | 10 | 3 | 2 | 5 | 8  | 14 | -6  |
| Lussemburgo | 4    | 10 | 1 | 1 | 8 | 6  | 27 | -21 |
| Macedonia   | 4    | 10 | 1 | 1 | 8 | 6  | 18 | -14 |

## Risultati

### Prima giornata
| Arbitro: | Mažeika |

|            |           |            |
| Gerson 42’ | Marcatori | 78’ Drahun |

| Arbitro: | Sidiropoulos |

|                                                                   |           |                    |
| Ramos 16’ (rig.) Alcácer 17’ Busquets 45+3’ Silva 50’ Pedro 90+1’ | Marcatori | 28’ (rig.) Ibraimi |

| Arbitro: | Thomson |

|  |           |         |
|  | Marcatori | 17’ Mak |

### Seconda giornata
| Arbitro: | van Boekel |

|  |           |                                    |
|  | Marcatori | 82’ (aut.) Martynovič 90’ Sydorčuk |

| Arbitro: | Mazzoleni |

|                                                    |           |                      |
| Trajkovski 20’ Jahović 66’ (rig.) Abdurahimi 90+2’ | Marcatori | 39’ Bensi 44’ Turpel |

| Arbitro: | Kuipers |

|                     |           |             |
| Kucka 17’ Stoch 87’ | Marcatori | 82’ Alcácer |

### Terza giornata
| Arbitro: | Delferiere |

|                |           |  |
| Sydorčuk 45+2’ | Marcatori |  |

| Arbitro: | Gumienny |

|             |           |                              |
| Kalačoŭ 79’ | Marcatori | 65’, 84’ Hamšík 90+1’ Šesták |

| Arbitro: | Gil |

|  |           |                                            |
|  | Marcatori | 27’ Silva 42’ Alcácer 69’ Costa 88’ Bernat |

### Quarta giornata
| Arbitro: | Jakobsson |

|  |           |                          |
|  | Marcatori | 33’, 53’, 56’ Jarmolenko |

| Arbitro: | Proença |

|  |           |                     |
|  | Marcatori | 25’ Kucka 38’ Nemec |

| Arbitro: | Hansen |

|                                 |           |  |
| Isco 18’ Busquets 19’ Pedro 55’ | Marcatori |  |

### Quinta giornata
| Arbitro: | Taylor |

|               |           |                            |
| Trajkovski 9’ | Marcatori | 44’ Kalačoŭ 82’ Karnilenka |

| Arbitro: | Studer |

|                                 |           |  |
| Nemec 10’ Weiss 21’ Pekarík 40’ | Marcatori |  |

| Arbitro: | Çakır |

|            |           |  |
| Morata 28’ | Marcatori |  |

### Sesta giornata
| Arbitro: | Hunter |

|                                        |           |  |
| Kravec' 49’ Harmaš 57’ Konopljanka 86’ | Marcatori |  |

| Arbitro: | Schörgenhofer |

|  |           |           |
|  | Marcatori | 45’ Silva |

| Arbitro: | Hansen |

|                      |           |           |
| Saláta 8’ Hamšík 38’ | Marcatori | 69’ Ademi |

### Settima giornata
| Arbitro: | Evans |

|             |           |  |
| Thill 90+2’ | Marcatori |  |

| Arbitro: | Liany |

|                                                  |           |                       |
| Kravec' 7’ Jarmolenko 30’ Konopljanka 40’ (rig.) | Marcatori | 62’ (rig.) Karnilenka |

| Arbitro: | Skomina |

|                            |           |  |
| Alba 5’ Iniesta 30’ (rig.) | Marcatori |  |

### Ottava giornata
| Arbitro: | Vinčić |

|                     |           |  |
| Hardzejčuk 34’, 62’ | Marcatori |  |

| Arbitro: | Tagliavento |

|  |           |                    |
|  | Marcatori | 8’ (aut.) Pačovski |

| Žilina 8 settembre 2015, ore 20:45 CEST | Slovacchia | 0 – 0 referto | Ucraina | Štadión pod Dubňom\| Arbitro: \| Atkinson \| |
| Arbitro:                                | Atkinson   |               |         |                                              |

### Nona giornata
| Arbitro: | Hațegan |

|  |           |                           |
|  | Marcatori | 59’ Selezn'ov 87’ Kravec' |

| Arbitro: | Göçek |

|  |           |            |
|  | Marcatori | 34’ Drahun |

| Arbitro: | Delferiere |

|                                   |           |  |
| Cazorla 42’, 86’ Alcácer 67’, 80’ | Marcatori |  |

### Decima giornata
| Barysaŭ 12 ottobre 2015, ore 20:45 UTC+3 | Bielorussia | 0 – 0 referto | Macedonia | Borisov Arena\| Arbitro: \| Dingert \| |
| Arbitro:                                 | Dingert     |               |           |                                        |

| Arbitro: | Drachta |

|                              |           |                                     |
| Mutsch 61’ Gerson 65’ (rig.) | Marcatori | 24’, 90+1’ Hamšík 29’ Nemec 30’ Mak |

| Arbitro: | Mažić |

|  |           |           |
|  | Marcatori | 22’ Mario |

## Classifica marcatori
5 gol
- Marek Hamšík
- Paco Alcácer

4 gol
- Andrij Jarmolenko

3 gol
- Adam Nemec
- David Silva
- Artem Kravec'

2 gol
- Stanislaŭ Drahun
- Michail Hardzejčuk
- Cimafej Kalačoŭ
- Sjarhej Karnilenka
- Lars Gerson
- Aleksandar Trajkovski
- Juraj Kucka
- Róbert Mak
- Sergio Busquets
- Santi Cazorla
- Pedro
- Jevhen Konopljanka
- Serhij Sydorčuk

1 goal
- Stefano Bensi
- Mario Mutsch
- Sébastien Thill
- David Turpel
- Besart Abdurahimi
- Arijan Ademi
- Agim Ibraimi
- Adis Jahović
- Peter Pekarík
- Kornel Saláta
- Stanislav Šesták
- Miroslav Stoch
- Vladimír Weiss
- Jordi Alba
- Juan Bernat
- Diego Costa
- Mario Gaspar
- Andrés Iniesta
- Isco
- Álvaro Morata
- Sergio Ramos
- Denys Harmash
- Yevhen Seleznyov

1 autogol
- Aljaksandr Martynovič (pro  Ucraina)
- Tomislav Pačovski (pro  Spagna)